# Rêves et Cauchemars (mini-série)
Pour les articles homonymes, voir Rêves et Cauchemars.
Rêves et cauchemars (Nightmares and Dreamscapes: From the Stories of Stephen King) est une série télévisée australo-américaine en huit épisodes de 42 minutes, créée d'après le recueil de nouvelles éponyme de Stephen King et diffusée entre le 12 juillet et le 2 août 2006 sur la chaîne TNT.
En France, la série a été diffusée à partir du 23 février 2007 sur TPS Star.

## Synopsis
Cette série est une anthologie d'histoires fantastiques basées sur des nouvelles de Stephen King.

## Fiche technique
- Réalisation : Rob Bowman, Mikael Salomon (2 épisodes chacun), Brian Henson, Mark Haber, Sergio Mimica-Gezzan et Mike Robe (1 épisode chacun)
- Scénario : Divers, d'après des nouvelles de Stephen King
- Photographie : John Stokes et Ben Nott (4 épisodes chacun)
- Montage : Michael D. Ornstein, Scott Vickrey (3 épisodes chacun) et  Benjamin A. Weissman (2 épisodes)
- Musique : Jeff Beal
- Décors : Otello Stolfo et Stewart Burnside (4 épisodes chacun)
- Costumes : Marion Boyce
- Effets spéciaux : Stargate Studios
- Sociétés de production : Ostar Productions, Coote Hayes Productions et TNT
- Pays d'origine : États-Unis, Australie
- Langue : anglais
- Genre : horreur, fantastique
- Durée : 42 minutes environ

## Distribution
- William Hurt (VF : Jean Barney) : Jason Renshaw
- Claire Forlani (VF : Barbara Delsol) : Doris Freeman
- Eion Bailey : Lonnie Freeman
- William H. Macy (VF : Jacques Bouanich) : Clyde Umney / Sam Landry / Georges Demmick
- Jacqueline McKenzie (VF : Dominique Westberg) : Linda Landry / Gloria Demmick
- Ron Livingston (VF : Bruno Choël) : Howard Fornoy
- Henry Thomas (VF : Alexandre Gillet) : Robert Fornoy
- Tom Berenger (VF : Richard Darbois) : Richard Kinnell
- Jeremy Sisto (VF : Maurice Decoster) : Willy Evans
- Samantha Mathis (VF : Martine Irzenski) : Karen Evans
- Richard Thomas (VF : Daniel Lafourcade) : Howard Cottrell
- Greta Scacchi (VF : Emmanuelle Bondeville) : Dr Katie Arlen
- Kim Delaney (VF : Véronique Augereau) : Mary Willingham
- Steven Weber (VF : Guillaume Orsat) : Clark Willingham

## Épisodes
1. Petits Soldats (Battleground)
2. Crouch End (Crouch End)
3. La Dernière Affaire d'Umney (Umney’s Last Case)
4. Le Grand Bazar : Finale (The End of the Whole Mess)
5. Quand l'auto-virus met cap au Nord (The Road Virus Heads North)
6. Quatuor à cinq (The Fifth Quarter)
7. Salle d'autopsie quatre (Autopsy Room 4)
8. Un groupe d'enfer (You Know They Got a Hell of a Band)

## Production
Les épisodes de la série ont été entièrement tournés à Melbourne, en Australie, et dans ses environs, sauf les scènes avec les soldats de plomb de l'épisode Petits Soldats qui ont été tournées sur fond vert à Los Angeles. Une équipe de 150 personnes a été nécessaire pour les effets spéciaux de cet épisode. Le tournage de chaque épisode a duré environ deux semaines. Mick Garris devait réaliser une adaptation de la nouvelle Accouchement à domicile d'après son propre scénario mais a dû y renoncer en raison d'autres obligations et cet épisode a été remplacé par Salle d'autopsie quatre.
Malgré le titre de la mini-série, seuls cinq épisodes sur les huit qu'elle comporte sont tirés du recueil Rêves et Cauchemars. En ce qui concerne les trois autres, Quand l'auto-virus met cap au nord et Salle d'autopsie quatre sont tirés de Tout est fatal, et Petits Soldats de Danse macabre.

## Accueil critique
Marc Toullec, de Mad Movies, met en avant Petits Soldats, « le meilleur épisode du lot, le plus efficace et percutant », Salle d'autopsie quatre, « exercice de style drôle et éprouvant », et Le Grand Bazar : Finale, « fable philosophique assez émouvante » ; alors qu'il déconseille Quand l'auto-virus met cap au nord, « épisode convenu » et Quatuor à cinq, « énigme policière basique qui semble s'être trompée de série ».
Damien Taymans, du site Cinemafantastique.net, met en avant Petits Soldats, « excellente réussite » au « rythme haletant » et aux « effets spéciaux à couper le souffle », Le Grand Bazar : Finale, histoire innovante « empreinte de tendresse basée sur des liens fraternels puissants » et qui bénéficie d'un excellent scénario, et Salle d'autopsie quatre, qui « parvient à mêler humour et suspense » et « a la bonne idée de nous plonger dans des flashbacks mettant en scène le cadavre » ; alors qu'il déconseille Crouch End, qui « accuse beaucoup de longueurs » et « est entaché d’effets visuels peu attrayants qui paraissent ridicules », et Quand l'auto-virus met cap au nord, « réalisation bancale » qui « ne parvient jamais à créer une ambiance semblable à celle de l’écrit ».
L'Écran fantastique délivre une critique globalement positive pour tous les épisodes à l'exception de Crouch End, épisode « mal rythmé » à la mise en scène « trop sobre ou trop maniérée selon les séquences », avec une mention spéciale pour Petits Soldats, qualifié de « merveille de mise en scène sollicitant des effets visuels extrêmement performants ». La Dernière Affaire d'Umney offre pour sa part « une reconstitution impressionnante du Los Angeles de 1938 » et un « double rôle savoureux » pour William H. Macy ; alors qu'Un groupe d'enfer est un « épisode cauchemardesque » peuplé de sosies de stars décédées du rock & roll dont la plupart sont « particulièrement ressemblants » et s'achevant sur une « image finale vertigineuse ».

## Distinctions
Sauf mention contraire, cette liste provient d'informations de l'Internet Movie Database.

### Récompenses
- Emmy Awards 2007
  - Meilleure composition musicale pour une mini-série ou un téléfilm pour Jeff Beal (pour l'épisode Petits Soldats)
  - Meilleurs effets spéciaux pour une mini-série ou un téléfilm (pour l'épisode Petits Soldats)
- ASC Award 2007 de la meilleure photographie dans un téléfilm ou une mini-série pour John Stokes (pour l'épisode La Dernière Affaire d’Umney)
- VES Award 2007 des meilleurs effets spéciaux dans un téléfilm ou une mini-série (pour l'épisode Petits Soldats)
- Golden Reel Award 2007 du meilleur montage sonore pour la télévision (pour l'épisode Petits Soldats)
- Golden Tripod 2007 de l'Australian Cinematographers Society de la meilleure photographie dans un téléfilm ou une mini-série) pour John Stokes (pour l'épisode La Dernière Affaire d’Umney)

### Nominations
- Emmy Awards 2007
  - Meilleur acteur dans une mini-série ou un téléfilm pour William H. Macy
  - Meilleurs effets spéciaux pour une mini-série ou un téléfilm (pour l'épisode Le Grand Bazar : Finale)
  - Meilleur maquillage non-prothésique pour une mini-série ou un téléfilm
- Saturn Award du meilleur téléfilm 2007
- Screen Actors Guild Award du meilleur acteur dans une mini-série ou un téléfilm 2007 pour William H. Macy
- WGA Award 2007 du meilleur scénario pour un épisode de série dramatique pour Lawrence D. Cohen (pour l'épisode Le Grand Bazar : Finale)
- Critics Choice Award du meilleur téléfilm 2007
- Artios 2007 de la Casting Society of America pour le meilleur casting dans une mini-série

## Sortie vidéo
La version française du DVD se présente sous la forme d'un coffret de 3 DVD paru le 2 mars 2010 chez Aquarelle et comprenant les 8 épisodes de la série ainsi que les bonus suivants :
- les making-of des épisodes
- les effets spéciaux de Petits Soldats
- des interviews de William Hurt, Eion Bailey, William H. Macy, Ron Livingston, Tom Berenger, Jeremy Sisto, Richard Thomas et Steven Weber [7]